# Голињаса
Голињаса (рум. Golineasa) је насељено место у Румунији, у оквиру општине Думбрава. Налази се у жупанији Мехединци, у Олтенији.

## Становништво
По последњем попису из 2011. године у насељу је био 31 становник.